# غويريت
غويريت أو الأراضي البور (بالفرنسية: [ɡeʁɛ]؛ الأوكيتانية: Garait) هي بلدية ومحافظة قسم كروز في منطقة ليموزين في وسط فرنسا.

## المناخ
يظهر الجدول التالي التغييرات المناخية على مدار السنة لغويريت:
| البيانات المناخية لـغويريت        | البيانات المناخية لـغويريت | البيانات المناخية لـغويريت | البيانات المناخية لـغويريت | البيانات المناخية لـغويريت | البيانات المناخية لـغويريت | البيانات المناخية لـغويريت | البيانات المناخية لـغويريت | البيانات المناخية لـغويريت | البيانات المناخية لـغويريت | البيانات المناخية لـغويريت | البيانات المناخية لـغويريت | البيانات المناخية لـغويريت | البيانات المناخية لـغويريت |
| الشهر                             | يناير                      | فبراير                     | مارس                       | أبريل                      | مايو                       | يونيو                      | يوليو                      | أغسطس                      | سبتمبر                     | أكتوبر                     | نوفمبر                     | ديسمبر                     | المعدل السنوي              |
| --------------------------------- | -------------------------- | -------------------------- | -------------------------- | -------------------------- | -------------------------- | -------------------------- | -------------------------- | -------------------------- | -------------------------- | -------------------------- | -------------------------- | -------------------------- | -------------------------- |
| الدرجة القصوى °م (°ف)             | 18.3 (64.9)                | 22.6 (72.7)                | 25.3 (77.5)                | 29.4 (84.9)                | 31.7 (89.1)                | 36.4 (97.5)                | 38.5 (101.3)               | 40.0 (104.0)               | 33.5 (92.3)                | 28.6 (83.5)                | 25.7 (78.3)                | 19.9 (67.8)                | 40.0 (104.0)               |
| متوسط درجة الحرارة الكبرى °م (°ف) | 6.7 (44.1)                 | 8.0 (46.4)                 | 11.6 (52.9)                | 13.8 (56.8)                | 18.3 (64.9)                | 21.3 (70.3)                | 23.6 (74.5)                | 24.1 (75.4)                | 19.8 (67.6)                | 15.7 (60.3)                | 9.4 (48.9)                 | 6.5 (43.7)                 | 14.9 (58.8)                |
| المتوسط اليومي °م (°ف)            | 4.1 (39.4)                 | 4.9 (40.8)                 | 7.7 (45.9)                 | 9.7 (49.5)                 | 14.0 (57.2)                | 16.9 (62.4)                | 19.0 (66.2)                | 19.4 (66.9)                | 15.6 (60.1)                | 12.3 (54.1)                | 6.8 (44.2)                 | 4.1 (39.4)                 | 11.2 (52.2)                |
| متوسط درجة الحرارة الصغرى °م (°ف) | 1.5 (34.7)                 | 1.7 (35.1)                 | 3.8 (38.8)                 | 5.5 (41.9)                 | 9.5 (49.1)                 | 12.4 (54.3)                | 14.2 (57.6)                | 14.7 (58.5)                | 11.3 (52.3)                | 8.8 (47.8)                 | 4.1 (39.4)                 | 1.7 (35.1)                 | 7.4 (45.3)                 |
| أدنى درجة حرارة °م (°ف)           | −12.1 (10.2)               | −13.7 (7.3)                | −11.8 (10.8)               | −5.5 (22.1)                | −2.0 (28.4)                | 2.5 (36.5)                 | 3.5 (38.3)                 | 3.5 (38.3)                 | −1.5 (29.3)                | −4.7 (23.5)                | −9.0 (15.8)                | −11.7 (10.9)               | −13.7 (7.3)                |
| الهطول مم (إنش)                   | 92.2 (3.63)                | 89.2 (3.51)                | 83.7 (3.30)                | 94.0 (3.70)                | 99.9 (3.93)                | 79.8 (3.14)                | 82.3 (3.24)                | 75.0 (2.95)                | 88.0 (3.46)                | 93.7 (3.69)                | 98.6 (3.88)                | 93.7 (3.69)                | 1٬070٫7 (42.15)            |
| متوسط أيام هطول الأمطار           | 13.4                       | 12.3                       | 10.8                       | 12.9                       | 12.7                       | 10.1                       | 9.6                        | 8.7                        | 10.1                       | 12.4                       | 13.6                       | 12.5                       | 139.1                      |
| ساعات سطوع الشمس الشهرية          | 79.1                       | 97.2                       | 137.4                      | 138.8                      | 177.8                      | 169.3                      | 219.2                      | 242.5                      | 183.9                      | 122.1                      | 82.5                       | 63.2                       | 1٬710٫7                    |
| المصدر #1: Météo Climat           |                            |                            |                            |                            |                            |                            |                            |                            |                            |                            |                            |                            |                            |
| المصدر #2: Météo Climat           |                            |                            |                            |                            |                            |                            |                            |                            |                            |                            |                            |                            |                            |

## الروابط الخارجية
- Official town website